# Daniel Torres (cantor)
Daniel Torres (Santa Vitória do Palmar, ) é um cantor e compositor brasileiro, de música nativista gaúcha e sul-americana.
Filho de pai chileno e mãe argentina, nasceu num circo e cresceu no Uruguai. Retornou ao Rio Grande do Sul já adolescente, e só então começou a falar o português.
Em 1983, aos 24 anos, resolveu tentar a sorte em Porto Alegre, começando a cantar na noite, em espanhol, um repertório de músicas românticas latino-americanas. Um dia foi ouvido pelo cantor Leopoldo Rassier, que o convidou para integrar o grupo musical do qual participavam Airton Pimentel e Antonio Augusto Fagundes. Começava, assim, trajetória musical de Daniel Torres. Participando da maioria dos festivais nativistas, ele coleciona mais de 50 troféus de melhor intérprete.
Em 1989 foi indicado para o Prêmio Sharp de cantor revelação de música regional. Em 1997 recebeu o troféu Vitória de melhor intérprete do Rio Grande do Sul, concedido pelo Governo do Estado.

## Discografia
- Daniel Torres – Simplesmente Latino (participações especiais de Luiz Carlos Borges, Edison Campagna, Doli Costa, Alvori Jorge Gomes "Toro", Wilson Dobbins, João Vicente, Ricardo Arenhaldt e Tonho Rocha)
- Daniel Torres – Ao Vivo (participações especiais de Thedy Corrêa, Enzo e Rodrigo, Dante Ramon Ledesma, Luiz Carlos Borges e Doli Costa)
- Daniel Torres – Volver a Empezar - 2006 (participações especiais de Lúcia Helena, Serginho Moah, Renato Borghetti e Sandro Coelho)
- Daniel Torres –  + Romântico + Latino - 1996
- Daniel Torres – Canta o Rio Grade - 2001 (participações especiais de Renato Borghetti, Roberto Navilaiat, Neto Fagundes e Ernesto Fagundes)
- Daniel Torres (LP) (participações especiais de Gilberto Monteiro e Dante Ramon Ledesma)
- Daniel Torres – Nosso Canto (LP)